# 김정숙 (김일성의 부인)
김정숙(金正淑, 1917년 12월 24일~1949년 9월 22일)은 조선민주주의인민공화국의 독립운동가이자 공산주의자, 여성운동가이며, 정치가이다. 본명은 김정숙(金貞淑)이고, 함경북도 회령군 오산동 태생이다.

## 개요
소년선봉대, 조선공산청년회에서 활동하다가 1937년 1월에 중국공산당에 입당하여 활동하였다. 무장 투쟁 당시 김일성 휘하의 조선인민군 신갈파부대의 부대장이었으며, 일본에 대항하여 항일무장투쟁에 참가하여 독립운동을 하였다. 조선민주주의인민공화국 국가 주석 김일성의 부인이며 조선민주주의인민공화국 국방위원회 위원장 김정일의 어머니이다. 《김일성장군의 노래》를 지었다고 한다. 조선민주주의인민공화국의 주장에 따르면, 김정숙은 1937년 6월 4일에 함경북도 보천보(지금의 양강도 보천군 보천읍)에서 일어난 보천보 전투에서 김일성 작전사령관과 함께 병력을 지휘하여 보천보 전투가 승리하도록 이끌었다. 1945년 해방 이후 남편 김일성을 따라 38선 이북으로 귀국하였으며, 1949년에 병사했다. 사후 김정일이 조선민주주의인민공화국의 최고지도자로 집권하면서 장군으로 추증되어 ‘백두여장군’으로도 불린다.

## 생애

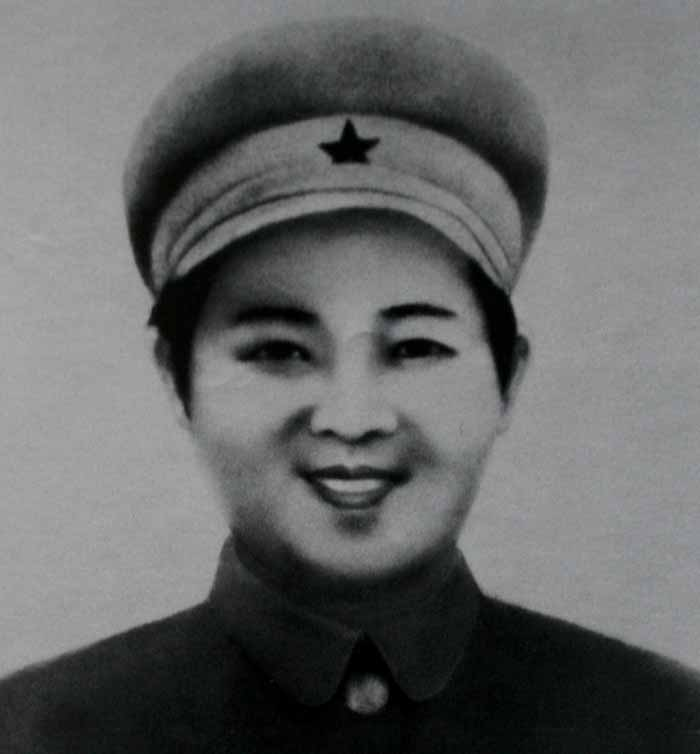
김정숙

### 출생
김정숙은 1917년(주체 6년) 12월 24일에 함경북도 회령군 오산동(지금의 함경북도 회령시 오산동)의 가난한 농가(農家)에서 둘째 딸로 태어났다.

### 일제 강점기 활동

#### 만주 유격대 활동과 공산주의 운동

만주 유격대 시절
(남편 김일성과 함께)

만주 유격대 시절
(남편 김일성과 함께)

1932년에 일제는 김정숙의 아버지와 가족, 친척들을 강제로 납치하여 아버지와 오빠를 살해하고, 재산과 토지를 모두 몰수했다. 김정숙의 가족은 뿔뿔이 흩어졌다. 1935년 만 17세 때 동북항일연합군(소련군 극동사령부 휘하 부대) 빨치산 취사병이 되었다. 1935년 9월에 만주 안투 현(安圖縣)에서 조선인민혁명군에 입대하여 항일혁명활동을 전개하다가, 그 이듬해인 1936년 4월부터 김일성의 조선인민혁명군 주력부대서 친위전사로 복무하며 <시난차 전투>, <서강 전투>, <무송현성 전투> 등에 참가했다. 1937년 1월에 중국공산당에 입당하여 활동하였다. 1937년 다시 조선공산주의청년동맹에 가입했고, 거기서 김일성 작전사령관(중대장급)이 지휘하던 동북항일혁명군에 입단해 위생 및 취사 업무에 복무하면서 여군사령관(소대장급)을 역임했다. 김일성은 김정숙의 재주를 인정해 경호원으로 임명했고, 동북항일혁명군 신갈파부대의 부대장으로 임명했다. 김정숙은 일본군과 교전을 벌이면서 삐라와 게릴라전을 통해 민중들을 항일독립운동에 참가하도록 호소하였고, 1937년 6월 4일에 일어난 보천보 전투의 승리에 기여하였다. 1937년과 1938년에 김일성으로부터 임무를 받고 장백현 도천리와 국내의 신파(김정숙군), 신흥, 풍산(김형권군), 허천, 낭림, 단천, 이원, 홍원, 북청일대 등 여러 지역에서 당 및 혁명조직과 <조국광복회>조직을 확대하는 사업에 본격적으로 참여하여 항일혁명투쟁을 전개했다.

#### 김일성과 결혼

남편 김일성, 아들 김정일과 함께

김정숙은 1940년 9월에 김일성과 결혼 생활을 시작했고, 그 해 10월에 김일성과 함께 소련으로 넘어갔다. 1941년 2월 16일에 소비에트 연방 뱌츠코예(조선민주주의인민공화국에서는 백두산 밀영이라고 주장함)에서 첫째 김유라(김정일)를 낳았고, 1944년에는 둘째 김슈라(김만일)를 낳았다.

### 해방 직후

아들 김정일, 딸 김경희 등과 함께 강원도 화진포에서 (1948년 8월 7일)
맨 뒷줄 오른쪽에서 세번째가 김정숙, 가운뎃 줄 첫번째가 아들 김정일, 세번째가 딸 김경희

1945년 8월 15일에 일제가 패망하자 남편 김일성과 함께 평양으로 귀환했고, 이듬 해인 1946년 5월에 딸 김경희를 낳았다. 1947년 여름에 둘째 김만일이 김일성 관저 연못에 빠져 사망하였다. 1948년 3월 연극《백두산》시연회를 참관하였다. 1948년 9월 김일성이 내각 수상이 된 후, 중앙여맹위원장 사업에 추천받았으나 사양하였다.

### 사망
1949년 9월 22일 새벽 2시 40분에 아이를 낳다가 사산(死産)하고 극심한 하혈에 의한 쇼크사로 사망하였다. 향년 33세

### 사후

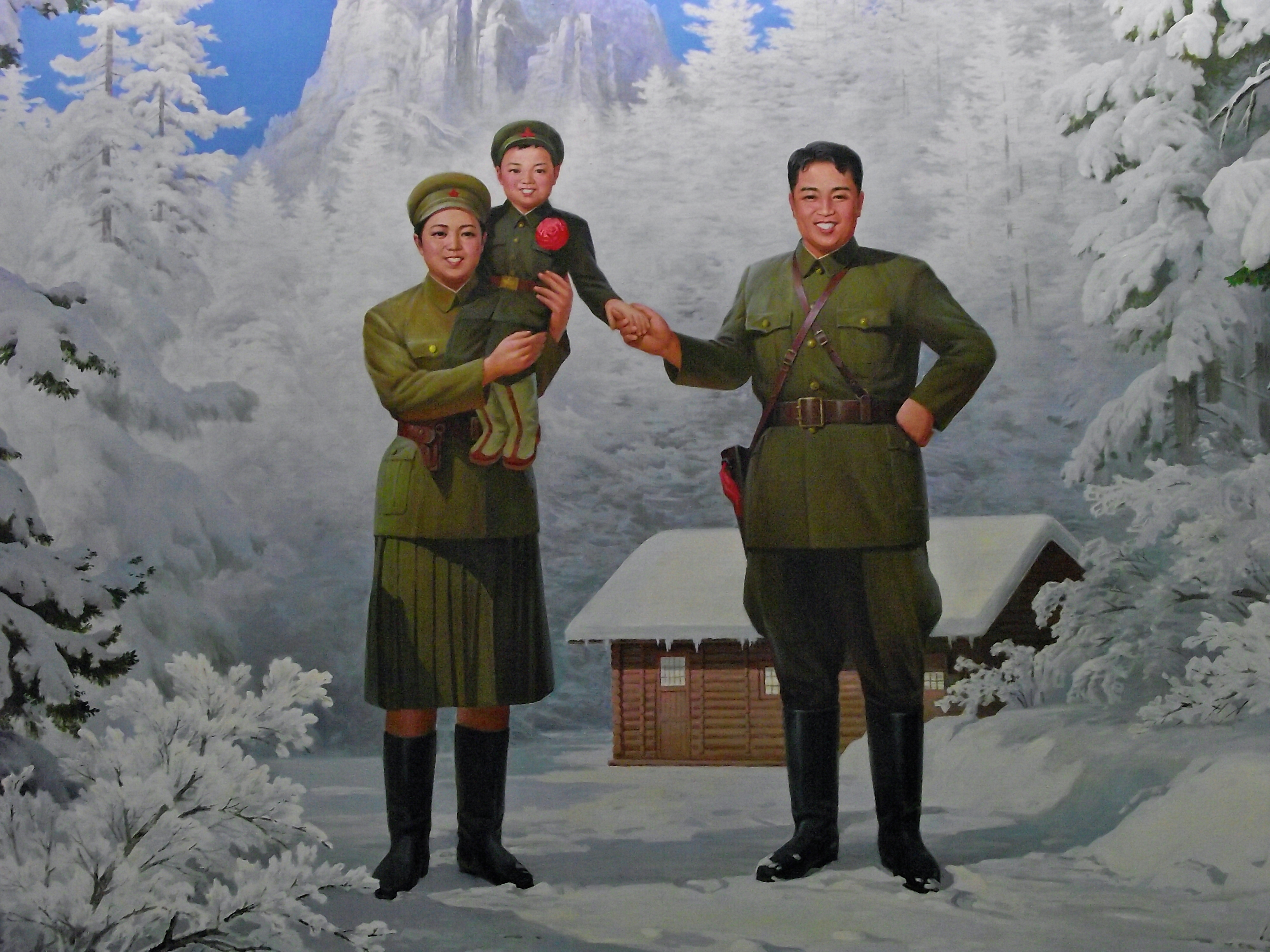
김일성, 김정일, 김정숙을 소재로 한 조선민주주의인민공화국의 그림

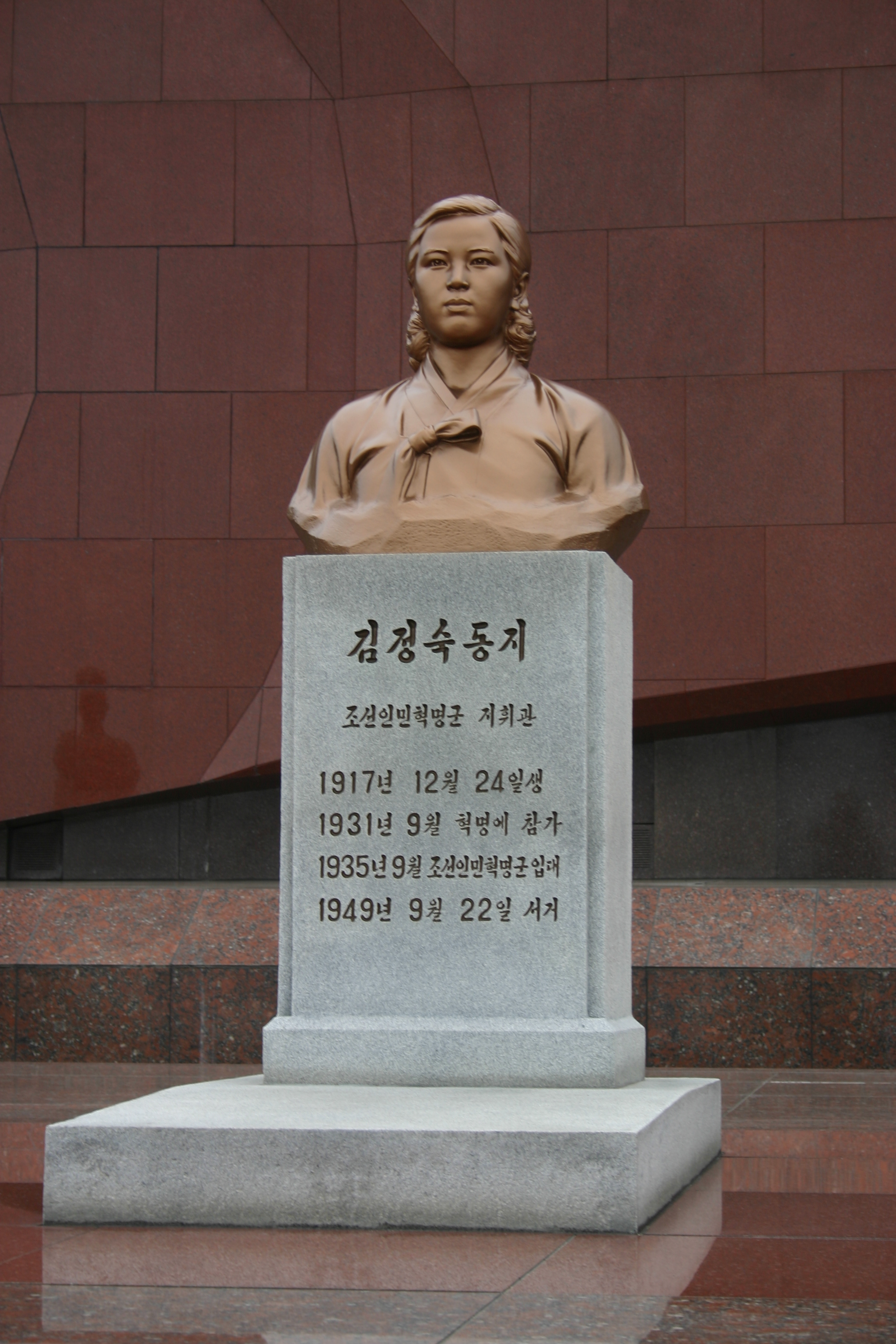
평양 대성산혁명열사릉에 전시된 김정숙의 흉상

묘지는 대성산혁명열사릉에 안장되어 있다. 김정숙은 해방 후 공식적인 직책을 맡은 적은 없으나, 사후 장군으로 추존되어 '백두여장군', '김정숙 여장군님' 등의 존칭으로 불리게 되었다. 양강도에는 그의 이름을 딴 김정숙군과 김정숙읍이 신설되었다. 조선민주주의인민공화국 정부는 그의 항일 투쟁과 해방 이후의 새 조국 건설 사업에 남긴 업적이 높다며《3대장군》중 한명으로 받들었다. 함경북도 회령시와 양강도 김정숙군 김정숙읍 등지에 동상이 있고, 혁명열사릉에 흉상이 있으며, 조선인민군 해군간부를 양성하는 초급 대학 중 그의 이름을 딴 김정숙해군대학이 있다. 또한 김정일은 어머니를 기리는 마음에서 평양산원을 지었다.

## 문화에 나타난 김정숙

### 드라마
- 1990년 KBS1 주말드라마 《여명의 그날》 권기선

## 같이 보기
- 김일성
- 김정일
- 동북항일연군
- 조선공산당
- 조선공산주의청년회
- 김정숙군
- 김정숙읍

## 가족 관계
- 친정아버지 : 김중산(?~1932년)
- 친정어머니 : 오씨(?~1942년?)
  - 언니 : 김정순[4]
  - 형부 : 김낙현
  - 남동생 : 김용순
  - 남동생 : 김기준
  - 남동생 : 김기송
  - 여동생 : 김영숙
- 시할아버지 : 김보현
- 시할머니 : 리보익
- 시아버지 : 김형직
- 시어머니 : 강반석
- 남편 : 김일성
- 아들 : 김정일(金正日)
- 며느리 : 성혜림,고용희 등 5명
  - 손녀 : 김혜경
  - 손자 : 김정남
  - 손녀 : 김설송
  - 손녀 : 김춘송(1975년생)
  - 손자 : 김정철
  - 손자 : 김정은
  - 손녀 : 김여정
- 아들 : 김만일(어려서 사망)
- 딸 : 김경희(당 중앙위원, 경공업부장 역임)
  - 사위 : 장성택(張聖澤)
    - 손녀: 장금송(1976년~2006년)